# The White Helmets
The White Helmets è un documentario britannico del 2016. Il film segue le operazioni quotidiane di un gruppo di soccorritori volontari della Protezione Civile Siriana, noti anche come Caschi Bianchi. Il film è stato diretto da Orlando von Einsiedel e prodotto da Joanna Natasegara. Ha vinto il miglior documentario (cortometraggio) all'89 ° Academy Awards .

## Trama
The White Helmets segue tre volontari della Protezione civile siriana mentre lavorano ad Aleppo e in tutta la Siria. Il film segue anche i tre uomini, che fanno parte della stessa unità, mentre si addestrano in Turchia.

## Produzione
Von Einsiedel ha affermato di essere venuto a conoscenza per la prima volta della Forza di difesa siriana quando a lui e alla produttrice Joanna Natasegara è stato mostrato un filmato  su YouTube di un bambino che veniva tirato fuori da sotto le macerie a seguito di un bombardamento. Dopo aver visto il filmato, Von Einsiedel ha contattato la Mayday Rescue Foundation, che fornisce supporto ai Caschi Bianchi, per chiedere di unirsi ai volontari durante l'addestramento in Turchia. Poco dopo, Von Einsiedel ha incaricato Khaleed Khateeb, un volontario della Protezione civile siriana che documentava in modo informale le missioni di salvataggio dal 2013, come videografo del film.
Il film è disponibile in 21 lingue e 190 paesi.
Crashing Down, un brano inedito di Plastic Beach dei Gorillaz con la Syrian National Orchestra for Arabic Music, viene suonato durante i titoli di coda.

## Accoglienza
White Helmets ha vinto il miglior documentario (cortometraggio) agli Academy Awards nel 2017, ma il direttore della fotografia del film, Khaled Khateeb, non ha potuto partecipare alla cerimonia di premiazione a causa del divieto di ingresso negli Stati Uniti.
Nel dicembre 2016 è stato annunciato che George Clooney era nelle prime fasi dello sviluppo di un lungometraggio basato sul documentario. Nel 2017, il film ha ricevuto il premio Cinema for Peace Most Valuable Documentary of the Year.
The White Helmets ha un punteggio di approvazione del 100% sul sito web  Rotten Tomatoes, basato su 6 recensioni, e un punteggio medio di 8,3/10.